# بیلوی آرایشگر
«بیلویِ آرایشگر» (هندی: [बिल्लू] Error: {{Lang}}: متن دارای نشانه‌گذاری ایتالیک است (راهنما)) فیلمی در ژانر کمدی است که در سال ۲۰۰۹ منتشر شد.

## موضوع فیلم
داستان فیلم دربارهٔ رابطه دوستانه «سوداما» و «کریشنا» است.

## بازیگران
- عرفان خان
- لارا دوتا
- دیپیکا پادوکونه
- کارینا کاپور
- اوم پوری
- پریانکا چوپرا
- شاهرخ خان
- سابو سیریل